# Колесник, Владимир Григорьевич
Владимир Григорьевич Колесник (1911-1943) — лейтенант Рабоче-крестьянской Красной Армии, участник Великой Отечественной войны, Герой Советского Союза (1944).

## Биография
Владимир Колесник родился 15 июня 1911 года в селе Рожны (ныне — Броварский район Киевской области Украины). Окончил восемь классов школы. Проживал в городе Остёр Козелецкого района Черниговской области Украинской ССР, работал руководителем местной организации ВЛКСМ. В 1941 году Колесник был призван на службу в Рабоче-крестьянскую Красную Армию. В 1942 году он окончил Ленинградские бронетанковые курсы. С августа того же года — на фронтах Великой Отечественной войны. Принимал участие в боях на Центральном, 1-м и 2-м Белорусских фронтах. Два раза был тяжело ранен.
К ноябрю 1943 года лейтенант Владимир Колесник командовал взводом танков «Т-34» 1-го танкового батальона 68-й танковой бригады 61-й Армии Белорусского фронта. Отличился во время освобождения Гомельской области Белорусской ССР. Взвод Колесника с боями прорвался глубоко во вражеский тыл, захватил важный рубеж и удерживал его, отражая немецкие контратаки. 25 ноября 1943 года в боях за ликвидацию сильно укреплённого опорного пункта противника Колесников уничтожил 2 батареи миномётов, 4 артиллерийских орудия, 7 огневых точек противника. В том бою его танк был подбит и обездвижен, после чего экипаж в течение 12 часов держал оборону, несмотря на предложение противника сдаться в плен. В том бою Колесник погиб. Похоронен в городе Хойники Гомельской области.
Указом Президиума Верховного Совета СССР от 10 марта 1944 года за «образцовое выполнение боевых заданий командования при освобождении Белоруссии и проявленные при этом мужество и героизм» лейтенант Владимир Колесник посмертно был удостоен высокого звания Героя Советского Союза. Также был награждён орденами Ленина и Красной Звезды.

## Награды
- Орден Ленина
- Орден Красной Звезды

## Память
- В честь Колесника названа улица в Хойниках[2], установлен обелиск в деревне Вить (Хойникский район, Гомельская область)[1].
- Стела на Аллее Славы в Хойниках (Беларусь) в честь Героя.